# Njësia administrative
Eine Njësia administrative (plural Njësitë administrative; albanisch für Administrative Einheit) ist eine Verwaltungsuntergliederung innerhalb einer albanischen Bashkia (Gemeinde).
Das Gesetz Nr. 139/2015 über die lokale Selbstverwaltung (der Gemeinden) widmet sich im Artikel 6 der Unterteilung der Bashkie. Eine Administrative Einheit besteht gemäß Gesetz auf Basis traditioneller, historischer, wirtschaftlicher und sozialier Verbindungen. Ihre Zusammensetzung ist durch das Gesetz Nr. 115/2014 über die administrative-territoriale Gliederung der lokalen Regierungseinheiten festgelegt. In der Regel entsprechen diese den 373 ehemaligen Gemeinden Albaniens vor der Gebietsreform von 2015 (Bashkia und Komuna).
Eine Njësia administrative besteht in der Regel aus mehreren Dörfern oder einer Stadt. Städte können weiter in Stadtteile (lagja) unterteilt sein, die maximal 20.000 Einwohner umfassen sollte. Über diese Einzonung können die Lokalparlamente der Bashkie selber entscheiden. So wurden in der Gemeinde Tirana 2018 drei neue Lagje aus Dajt, Farka und Kashar herausgelöst, wo am Rande von Tirana große Neubaugebiete entstanden waren.
Die Administratoren für die Administrativen Einheiten und Stadtteile werden vom Bürgermeister der Bashkia ernannt. Die Verwaltung der Njësia administrative ist die primäre Kontaktstelle für die lokale Bevölkerung und kümmert sich um Bildungs- und kulturelle Fragen in der Verwaltungseinheit, kontrolliert Bautätigkeiten. Bei Wahlen werden Stimmbeteiligungen auf Ebene Verwaltungseinheit ausgewiesen.